# Landstreitkräfte Österreich-Ungarns 1867–1914

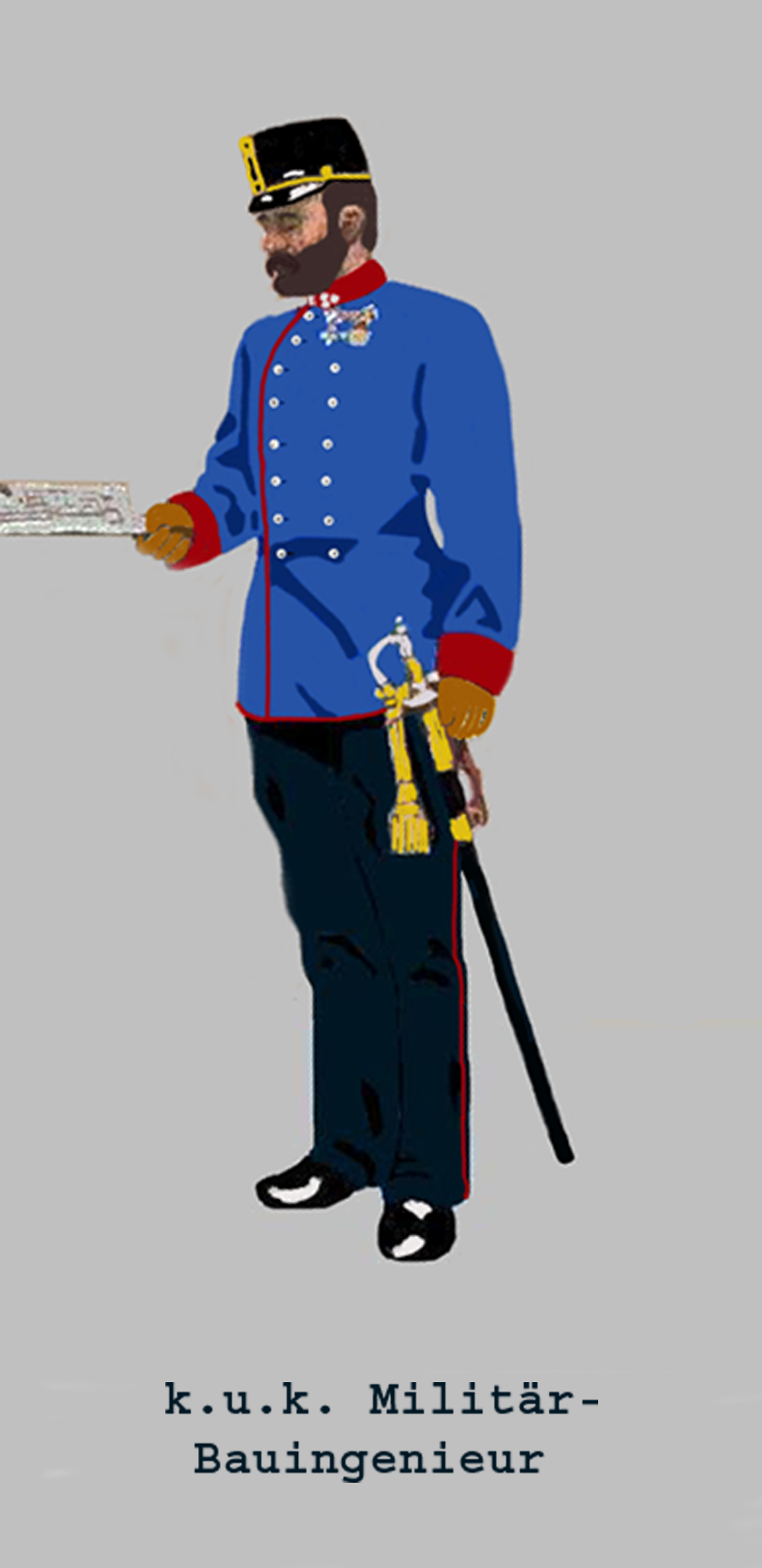
Militär-Bauingenieur im Hauptmannsrang in Dienstadjustierung

Die Landstreitkräfte Österreich-Ungarns bestanden 1867–1918 aus der Gemeinsamen Armee (die bis 1889 die vorangestellte Bezeichnung k.k. verwendete, ab 1889 dann das seit 1867 verfassungsrechtlich entsprechende k.u.k.), der ab 1868 aufgestellten kaiserlich-königlichen Landwehr, der königlich ungarischen Landwehr und der letzterer angegliederten kroatisch-slawonischen Landwehr sowie im Kriegsfalle noch aus dem k.k. und k.u. Landsturm. Mit der k.u.k. Kriegsmarine bildeten sie die Bewaffnete Macht der Doppelmonarchie.
Da es während des Krieges eine nicht ohne Weiteres überschaubare Anzahl von Änderungen an der Uniformierung, Ausrüstung und Bewaffnung, an Truppenunumgliederungen, Neuaufstellungen und Auflösungen gab, wird hier lediglich der Friedensstand bis 1914 behandelt.

## Benennung
Für die dem k.u.k. Kriegsministerium unterstehenden Landstreitkräfte existierten unterschiedliche Bezeichnungen. In der Gesetzgebung (siehe Reichsgesetzblatt) wurden die gemeinsam geführten Landstreitkräfte meist einfach Heer oder Gemeinsames Heer genannt. Die k.u.k. Militäradministratur verwendete die Bezeichnung Gemeinsame Armee. Im Krieg (in dem auch die nicht gemeinsam unterhaltenen Streitkräfte zentral geführt wurden) und seither fast ausschließlich wurde die Bezeichnung k.u.k. Armee gewählt. Das Armeeoberkommando bestand nur im Krieg.

## Geschichte

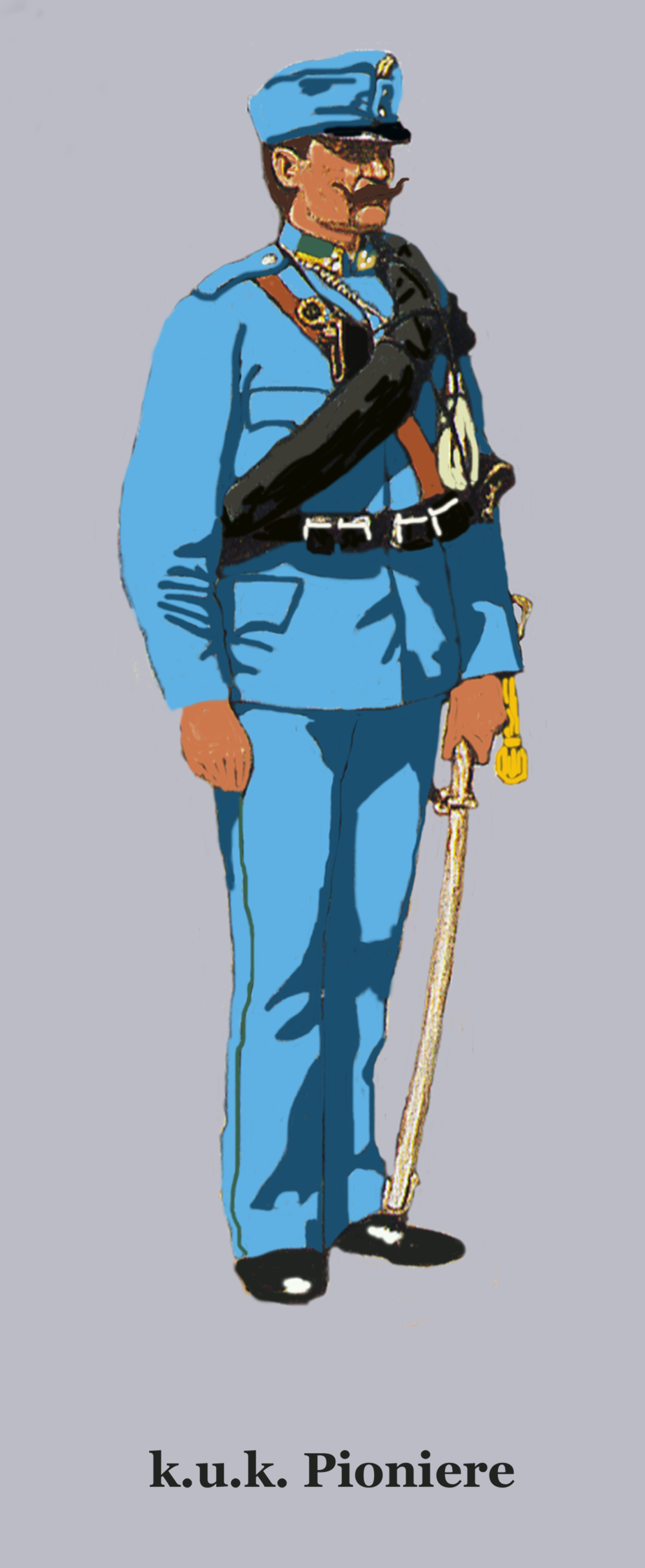
Pionierfeldwebel in Marschadjustierung

Geschwächt durch den verlorenen Krieg, den Österreich zusammen mit den Streitkräften des Deutschen Bundes im Rahmen der Bundesexekution gegen Preußen geführt hatte, war Kaiser Franz Joseph I. 1866 / 1867 gezwungen, dem seit den gescheiterten Sezessionsbestrebungen 1849 in passivem Widerstand verharrenden Ungarn mit dem sog. Ausgleich Teilsouveränität einzuräumen und die bis dahin einheitlich geführte Monarchie in die so genannte „Doppelmonarchie“ umzugliedern.
Die neue Stellung Ungarns als mit Österreich gleichberechtigter Teil der Gesamtmonarchie umfasste das Recht der ungarischen Reichshälfte, neben der Gemeinsamen Armee, die dem Kriegsminister unterstand, ab 1867 eigene Territorialstreitkräfte aufzustellen, die k.u. Landwehr (ungarischen: Királyi Honvédség). Sie unterstand dem ungarischen: Honvédelmi minisztérium. Die dadurch gegebene Schwächung der Gemeinsamen Armee musste zur Befriedung der Ungarn in Kauf genommen werden. Konsequenterweise begann auch die cisleithanische k.k. Regierung ab 1868 eine Landwehr zu errichten, die k.k. Landwehr, die dem österreichischen Landwehrministerium unterstand. Somit bestanden in Österreich-Ungarn drei de jure selbstständige Heereskörper nebeneinander, von denen die Gemeinsame Armee (heute meist k.u.k. Armee genannt) als bei weitem größte Institution führend war.
Kaiser und König Franz Joseph I. stand zwar an der Spitze der auf ihn vereidigten Streitkräfte seiner Monarchie, seit dem Debakel im Sardinischen Krieg überließ er die Führung der Armee jedoch dem Generalstab; er zeigte sich zwar bis zu seinem Lebensende fast ausschließlich in Uniform, nahm an den jährlichen Manövern zumeist teil und traf die Letztentscheidung bei Beförderungen, Versetzungen und Auszeichnungen, griff jedoch nicht mehr aktiv in die Führung der Streitkräfte ein. (Während des Ersten Weltkrieges führte er, 84 bis 86 Jahre alt, keinen Truppenbesuch an der Front durch.) Für ihn wie auch für seinen Thronfolger waren die Streitkräfte das wesentlichste Machtinstrument des Monarchen im Staat, weil sie nur seinen Befehlen gehorchten. Neben ihm war vor allem der jeweilige Generalstabschef maßgeblich; der k.u.k. Kriegsminister verantwortete Organisation, Technik, Ausbildung, Ausrüstung und Finanzierung. Beide Funktionsträger wurden vom Kaiser und König selbst ernannt und enthoben, ohne dass er dazu einem Parlament rechenschaftspflichtig gewesen wäre.
Eine Sonderstellung nahm ab 1898 Erzherzog Thronfolger Franz Ferdinand ein. Franz Joseph beauftragte ihn, das Heerwesen zu inspizieren (wozu der Thronfolger im Belvedere 1899 seine eigene Militärkanzlei einrichtete), ließ ihn später zur Aufrüstung der Kriegsmarine tätig werden und ernannte ihn 1913 zum Generalinspektor der gesamten bewaffneten Macht. Er unterstand nur dem Kaiser und König, der ihm bei der Modernisierung der Strukturen, soweit damit nicht von den Parlamenten zu bewilligende Kosten anfielen, freie Hand ließ. Im Ersten Weltkrieg bestellte Franz Joseph I. 1914 wegen seines hohen Alters Erzherzog Friedrich zum Armeeoberkommandanten; seine Funktion war vor allem, die Rolle der Dynastie in diesem Waffengang zu betonen. Friedrich überließ aber die operative Führung, wie vom Kaiser gewünscht, zumeist Generalstabschef Franz Conrad von Hötzendorf. Kaiser und König Karl I./IV. führte das Oberkommando von 2. Dezember 1916 bis 3. November 1918 wieder selbst.
Die österreichisch-ungarischen Streitkräfte zerbrachen wie die Doppelmonarchie 1918. Per 31. Oktober 1918 erklärte Ungarn die Beendigung der Realunion mit Österreich und machte damit die gemeinsamen Strukturen und Aufgaben, die seit 1867 bestanden hatten, obsolet. Ungarn richtete ein eigenes Kriegsministerium ein; der neu bestellte Kriegsminister Béla Linder rief die ungarischen Regimenter unverzüglich von der italienischen Front zurück; die Weitergabe dieses Befehls an die ungarischen Regimenter wurde aber vom Armeeoberkommando verzögert. Am 3. November 1918 schloss die Monarchie den vom Kaiser und König genehmigten Waffenstillstand mit Italien und anderen Kriegsgegnern. Soweit dies noch möglich war, wurden die Streitkräfte auf Entscheidung des Kaisers und Königs am 6. November 1918 demobilisiert. Nicht nur die ungarischen, auch die tschechischen und polnischen Verbände hatten sich da bereits auf den Heimweg in ihre nun von Österreich völlig unabhängigen Staaten gemacht, ohne die Demobilisierung abzuwarten oder andere Entscheidungen aus Wien noch zu beachten. Auf dem Wiener Westbahnhof kam es sogar zu Schießereien durchfahrender tschechischer Verbände mit deutschösterreichischen Einheiten.

## Aufgaben und Finanzierung
Die Aufgaben der Streitkräfte wurden in den akkordierten Wehrgesetzen Österreichs und Ungarns von 1889 geregelt:
- Die gemeinsame Armee und die k.u.k. Kriegsmarine dienten zur Verteidigung der Monarchie sowohl nach außen als auch im Inneren.
- Landwehr und Honved unterstützten im Krieg das Heer innerhalb und außerhalb der Reichsgrenzen und sorgten im Frieden (allerdings nur in Ausnahmefällen) für die innere Sicherheit und Ordnung.
- Der Landsturm diente im Kriegsfalle der Unterstützung von Land- und Seestreitkräften.

Die Gesamtausgaben für Heer, Landwehr und Marine beliefen sich 1912 auf rund 670 Millionen Kronen. Das war weniger als 3,5 % des gesamten Volkseinkommens, 1906 waren es gar nur 2,5 %. In Russland, Italien und Deutschland lagen die Ausgaben 1912 bei etwa 5 % des Nettosozialprodukts. Österreich-Ungarn blieb die Großmacht mit den relativ geringsten Ausgaben für die Streitkräfte.

## Gesamtstruktur
Dem Kaiser und König als Oberbefehlshaber stand in seinem Hofstaat eine Militärkanzlei zur Verfügung, deren Aufgabe die Aufrechterhaltung der Verbindung zu den Zentralbehörden war: dem Reichskriegsministerium in Wien, dem k.k. Ministerium für Landesverteidigung in Wien und dem k.u. Landesverteidigungsministerium in Budapest. Der Generalstabschef, formal dem Kriegsminister unterstellt, hatte direkten Zugang zum Monarchen.

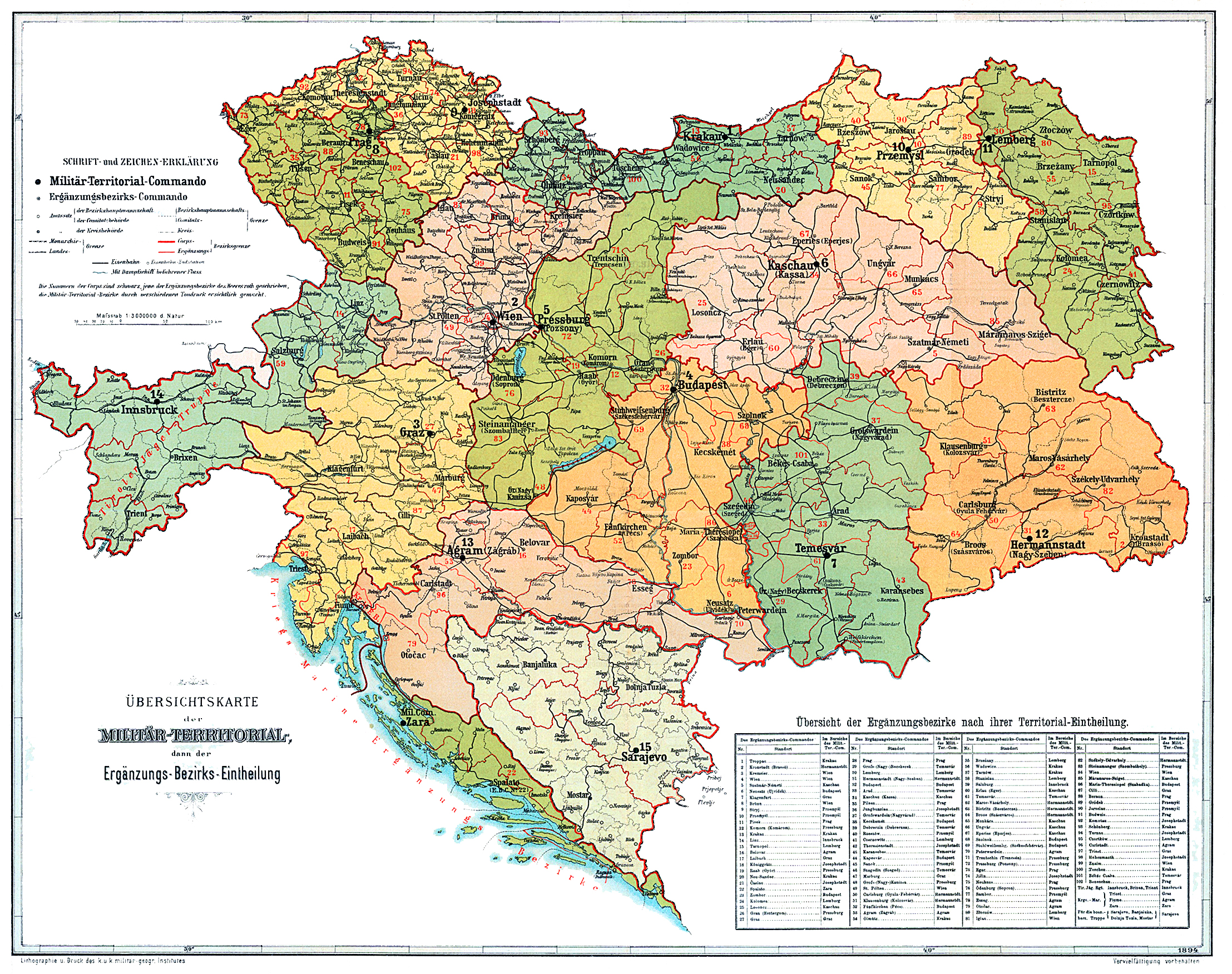
Korpsbereiche und Ergänzungsbezirke

Zum Reichskriegsminister (bis 1911, dann auf ungarischen Wunsch k.u.k. Kriegsminister) bestellte der Kaiser und König, der den Oberbefehl bis 1914 de jure persönlich wahrnahm, im Einvernehmen mit dem österreichischen und dem ungarischen Ministerpräsidenten einen ranghohen General, der über eine Reihe von Hilfsorganen verfügte:
- Chef des Generalstabes
- Generalkavallerieinspektor
- Generalartillerieinspektor
- Inspektor der Festungsartillerie
- Generalgenieinspektor
- Generaltraininspektor
- Generalinspektor der Militärerziehungs- und Bildungsanstalten
- Generalmontierungsinspektor[4]
- Sanitätstruppenkommandant
- Chef des militärärztlichen Offizierskorps
- Generalbauingenieur
- Chef des Militärsanitätskomitee
- Apostolisches Feldvikariat
- Chef des Technischen Militärkomitees
- Chef der Fachrechnungsabteilung

Dem Kriegsministerium unmittelbar unterstellt waren die Militärterritorialkommanden mit einem höheren General an der Spitze. Das Personal der Militärterritorialkommanden gliederte sich in die Militärabteilung, die Korpsintendanz, die Militärbauabteilung und die Hilfsorgane.
Die Militärabteilung mit dem Generalstabschef des betreffenden Korps oder Militärkommandos an der Spitze war für die Führung der militärischen Geschäfte zuständig.
Die Militärbauabteilung war zuständig für die nichtfortifikatorischen Bauten:
Die Korps- bzw. Militärkommando Intendanz für die ökonomisch-administrativen Geschäfte.
Die Hilfsorgane der Korps- bzw. Militärkommandos umfassten den Artilleriebrigadier, den Justizreferenten, den Sanitätschef, und die Militärgeistlichen der verschiedenen Konfessionen (soweit vorhanden).

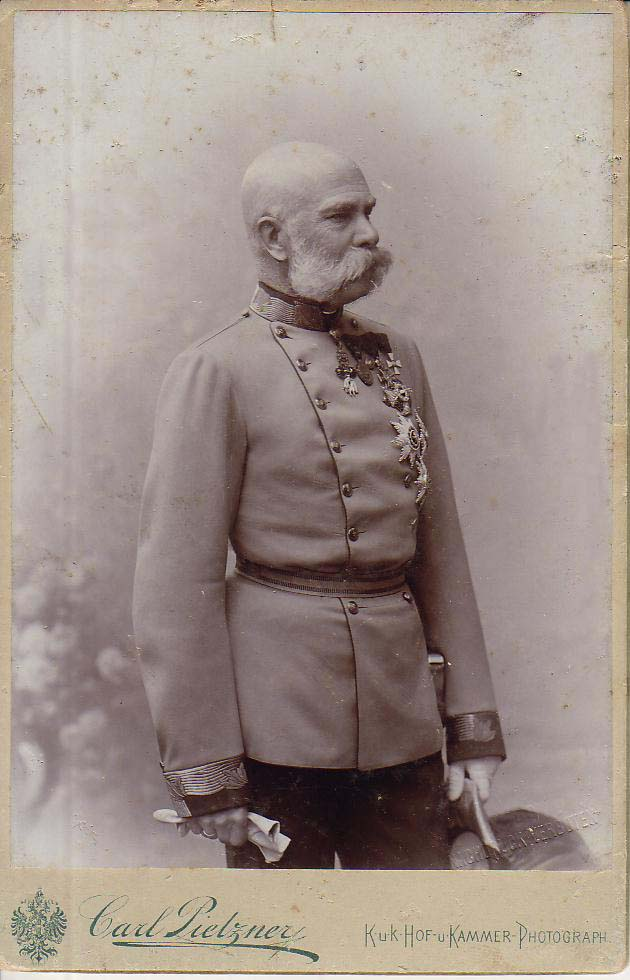
Der Oberbefehlshaber: Kaiser Franz Joseph I.

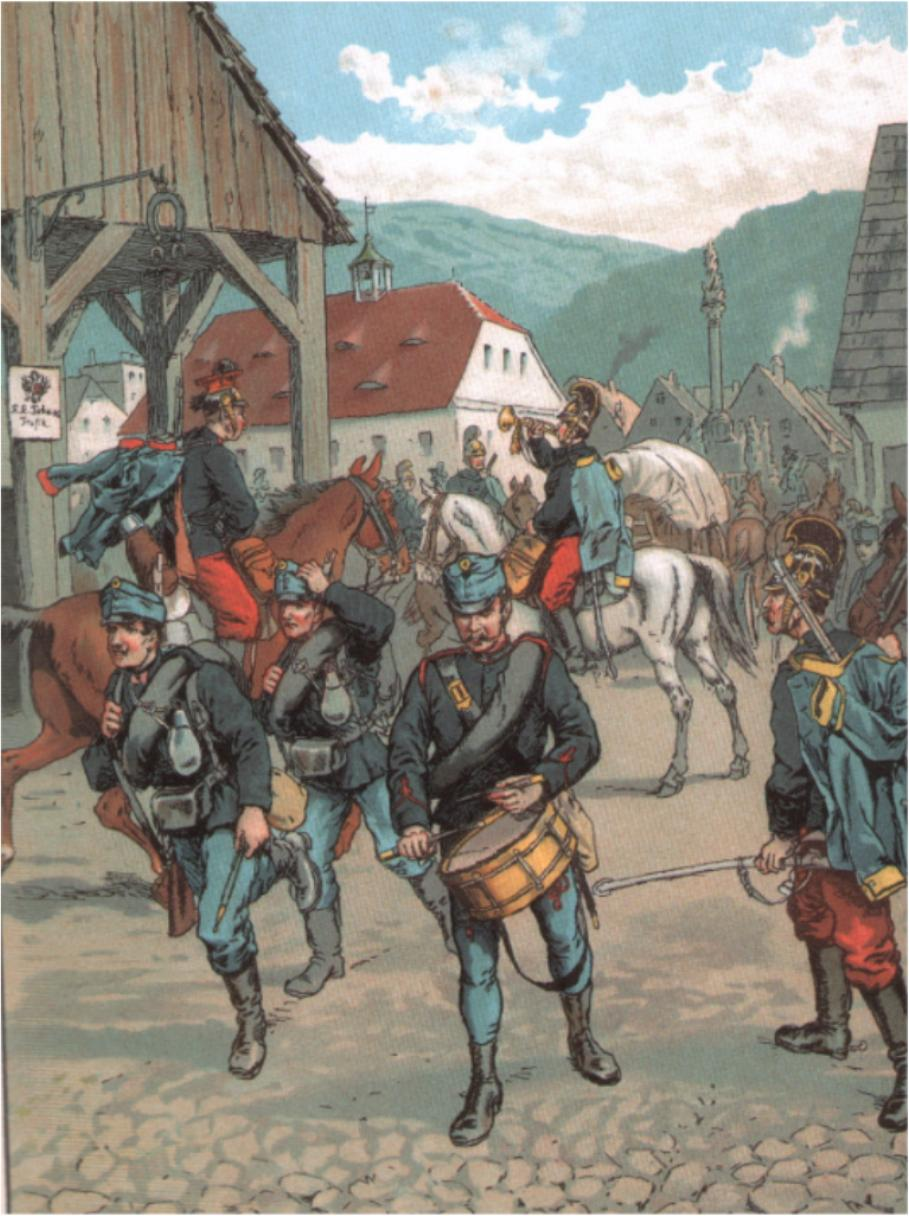
Alarm im Feldquartier

Zusammenfassend bestanden für die Landstreitkräfte in Österreich-Ungarn fünf Gliederungen, die sich teilweise organisatorisch, traditionell und uniformmäßig voneinander unterschieden:
- die Gemeinsame Armee mit

den "deutschen" Regimentern
den "ungarischen" Regimentern
- die kaiserlich-königliche Landwehr
- die königlich ungarische Landwehr mit

der kroatisch-slawonischen Landwehr
Im Jahre 1915 verloren alle Einheiten die bis dahin geführten Ehrennamen und Zusatzbezeichnungen. Sie wurden von da an nur noch unter ihrer Stammnummer geführt. (Diese Regel wurde allerdings von der Geschichtsschreibung nicht übernommen.)

## Sprachprobleme

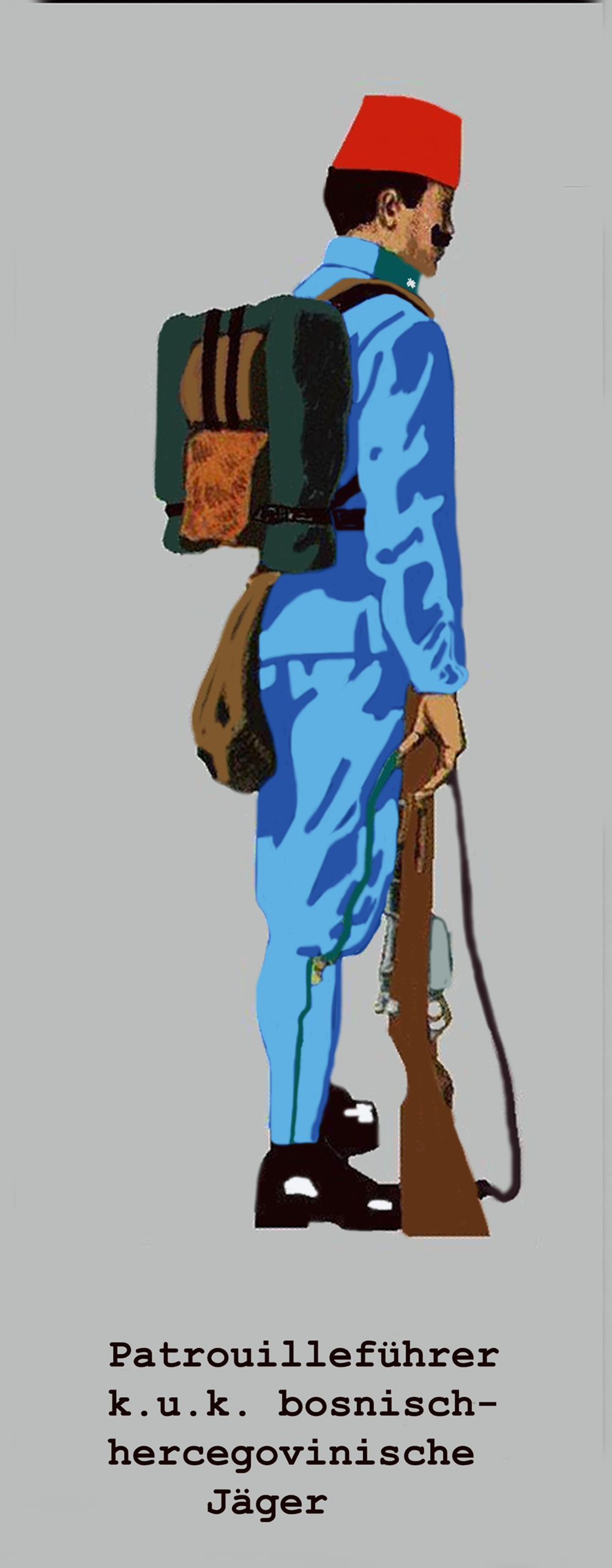
Bosnisch-Hercegovinischer Jäger in Marschadjustierung

Da die k.u.k. Monarchie ein Vielvölkerstaat war, wurde Deutsch als gemeinsame Kommandosprache der Armee festgesetzt. Letzteres bedeutete, dass der Rekrut aus Lemberg oder Riva die etwa 100 wichtigsten Kommandos in Deutsch erlernen musste, um seinen Pflichten innerhalb des Dienstbetriebes nachkommen zu können. Nur ein kleiner Teil der Armeeverbände sprach ausschließlich Deutsch.
Die Dienstsprache wurde zum Verkehr der Dienststellen untereinander benutzt. Sie war bei der k.u.k. Armee und der k.u.k. Kriegsmarine sowie der k.k. Landwehr Deutsch, bei der k.u. Landwehr ungarisch, teilweise kroatisch.
Die Regimentssprache war die Sprache, die von der Mannschaft mehrheitlich gesprochen wurde. Sollte sich, wie bei dem Inf. Rgt. Nr. 100 in Krakau, die Mannschaft aus 27 % Deutschen, 33 % Tschechen und 37 % Polen zusammensetzen, so gab es eben drei Regimentssprachen. Jeder Offizier hatte die Regimentssprache(n) innerhalb von drei Jahren zu erlernen.
Rein deutschsprachige Infanterie-Regimenter waren z. B. nur:

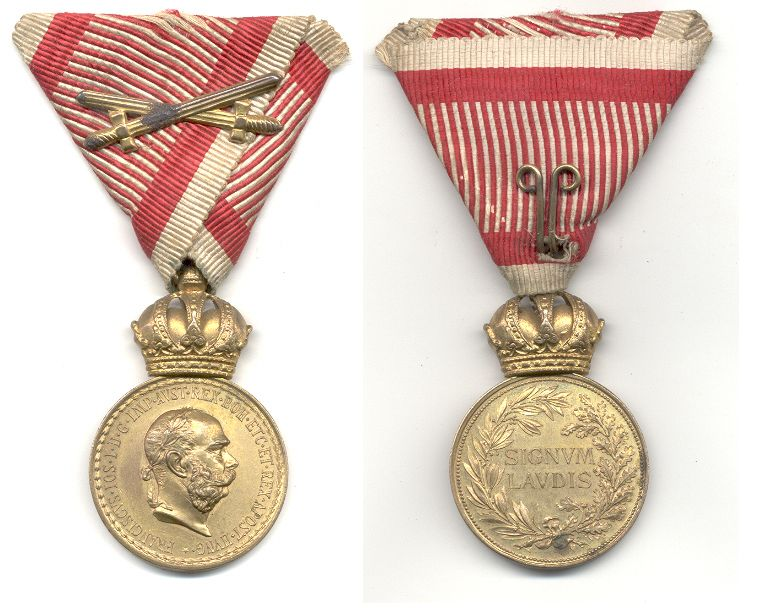
Signum Laudis mit Kriegsdekoration (Offiziere)

- k.u.k. Infanterieregiment „Hoch- und Deutschmeister“ Nr. 4

Nationalitäten: 95 % Deutsche – 5 % andere
(Stab/II./III. Bataillon: Wien; I. Baon.: Wöllersdorf; IV. Baon.: Konjic)
Regimentskommandant im Juli 1914: Oberst Rudolf Sterz Edler von Ponteguerra
- k.u.k. Infanterieregiment „Graf von Khevenhüller“ Nr. 7

Nationalitäten: 97 % Deutsche – 3 % Andere
(Stab/I./III./IV. Bataillon: Graz; II. Baon.: Klagenfurt)
Regimentskommandant im Juli 1914: Oberst Otto Koschatzky
- K.u.k. Infanterieregiment „Ernst Ludwig Großherzog von Hessen und bei Rhein“ Nr. 14 (Linz)

Nationalitäten: 98 % Deutsche – 2 % andere
Regimentskommandant im Juli 1914: Oberst Friedrich Edler von Löw
- k.u.k. Infanterieregiment „Albert I. König der Belgier“ Nr. 27

Nationalitäten: 94 % Deutsche – 6 % andere
(Stab/I./II./IV. Bataillon: Laibach; III. Baon.: Graz)
Regimentskommandant im Juli 1914: Oberst Carl Weber
- k.u.k. Infanterieregiment „Freiherr von Hess“ Nr. 49

Nationalitäten: 98 % Deutsche – 2 % andere
(Stab/I./II. Bataillon: Brünn; III. Baon.: Sarajevo; IV. Baon.: St. Pölten)
Regimentskommandant im Juli 1914: Oberst Eduard Hentke
- Infanterie-Regiment „Erzherzog Rainer“ Nr. 59

Nationalitäten: 97 % Deutsche – 3 % Sonstige
(Stab/I. Bataillon: Bregenz; II. Baon.: Innsbruck; III. Baon.: Schwaz; IV. Baon.: Salzburg)
Regimentskommandant im Juli 1914: Oberst Gustav Fischer
- K.u.k. Infanterieregiment „Albrecht von Württemberg“ Nr. 73

Nationalitäten: 97 % Deutsche – 3 % andere
(Stab/I./II./III. Bataillon: Prag; IV. Baon.: Eger (Böhmen))
Regimentskommandant im Juli 1914: Oberst Adolf Brunswik von Korompa

## Problematik der Welschtiroler
Bis zum Kriegsende waren etwa 60.000 italienischsprachige (damals als Welschtiroler bezeichnet) Männer zwischen dem 22. und 42. Lebensjahr in die Armee einberufen worden. Sie dienten vorrangig bei den k.u.k. Kaiserjägern, den k.k. Landesschützen oder dem Landsturm, ebenso wurden 1915 die Standschützen aufgerufen. Nach dem Kriegseintritt Italiens, der von den Österreichern als Verrat angesehen wurde, begann man die italienischsprachigen Tiroler mit Misstrauen zu überziehen. (Bis zu diesem Zeitpunkt gab es keinerlei Ressentiments.) Das führte dann so weit, dass sie überwiegend nur noch im Osten eingesetzt wurden, die Standschützenformationen wurden mit wenigen Ausnahmen nur noch zum unbewaffneten Arbeitseinsatz verwendet. Es gab schlechtere Behandlung bis hin zu Schikanen, da man im Allgemeinen (übrigens unbegründet) das „verräterische Verhalten“ des italienischen Königreichs ihnen anlastete. Oberst Otto von Lerch schrieb in einem Memorandum vom 9. Mai 1916 an den Chef des Generalstabes:

„Kein Südtiroler italienischer Zunge soll als absolut vertrauenswürdig gelten“

Man befürchtete jetzt eine erhöhte Desertion, was sich aber als unbegründet herausstellte. Ganz im Gegenteil, fruchteten die italienischen Bemühungen nichts, in russische Kriegsgefangenschaft geratene Welschtiroler für die italienische Armee anzuwerben – lediglich etwa 500 Mann wechselten die Fronten. Weitere etwa 700 Mann waren nach Italien emigriert, so der Reichsratsabgeordnete Cesare Battisti. Die Verlockungen für die sogenannten irredenti – (der Unerlösten), die Gabriele D’Annunzio als „Heimkehr in den Schoß der Mutter Italia“ anpries, blieben ohne Wirkung. Diese Tatsache beeinflusste auch die Kampfmoral der italienischen Soldaten, was dazu führte, dass 1916 unter den italienischen Infanteristen ein Bonmot kursierte Dio ci liberi degli irredenti! („Gott befreie uns von den Unerlösten!“), was den Welschtirolern, die gegen Italien eingesetzt waren, ein reales Zeugnis ausstellte. Waren jedoch bei Kriegsbeginn in den Kaiserjägerregimentern noch 30 % italienischsprachig, so sank dies bis 1918 auf 2–3 % ab.

## Eid
Gemäß dem Dienstreglement für das kaiserlich königliche Heer (I. Teil, Dienstbuch A-10, a) aus dem Jahr 1873 hatten alle Soldaten der gemeinsamen Armee folgenden Eid zu leisten:

„Wir schwören zu Gott dem Allmächtigen einen feierlichen Eid, Seiner Apostolischen Majestät, unserem Allerdurchlauchtigsten Fürsten und Herrn,
Franz Joseph dem Ersten, von Gottes Gnaden Kaiser von Österreich, König von Böhmen u.s.w. und Apostolischen König von Ungarn treu und gehorsam zu sein, auch Allerhöchst Ihren Generalen, überhaupt allen unseren Vorgesetzten und Höheren zu gehorchen, dieselben zu ehren und zu beschützen, ihren Geboten und Befehlen in allen Diensten Folge zu leisten, gegen jeden Feind, wer immer es sei, und wo immer es Seiner kaiserlichen und königlichen Majestät Wille erfordern mag, zu Wasser und zu Lande, bei Tag und Nacht, in Schlachten, in Stürmen, Gefechten und Unternehmungen jeder Art, mit einem Wort, an jedem Orte, zu jeder Zeit und in allen Gelegenheiten tapfer und mannhaft zu streiten, unsere Truppen, Fahnen Standarten und Geschütze in keinem Falle zu verlassen, uns mit dem Feinde nie in das mindeste Einverständnis einzulassen, uns immer so, wie es den Kriegsgesetzen gemäß ist, und braven Kriegsleuten zusteht, zu verhalten, und auf diese Weise mit Ehre zu leben und zu sterben. So wahr uns Gott helfe. Amen!“

Der Eid für die Angehörigen der Landwehren war der gleiche, – mit einer Ausnahme: nach Apostolischem König von Ungarn war eingeschoben und den sanktionierten Gesetzen unseres Vaterlandes, womit, im Gegensatz zum Heer, die Landwehren nicht nur auf den Monarchen, sondern auch auf die kundgemachten Gesetze des jeweiligen Reichsteils verpflichtet wurden.

## Truppenfahnen
Im Gegensatz zu anderen Ländern verwendeten die österreichisch-ungarischen Landstreitkräfte nicht für jedes Regiment eine eigene Fahne. Nur drei unterschiedliche Truppenfahnen waren im Gebrauch, eine in weiß, eine in Kaisergelb und eine dritte, gesonderte, für die k.u. Honvéd. Die beiden Varianten für das Gemeinsame Heer und die k.k. Landwehr zeigten auf der (heraldischen) Vorderseite den großen Wappenadler des Hauses Habsburg. Die kaisergelbe Fahne führte auf der Rückseite ebenfalls diesen Adler (korrekt gestickt, nicht spiegelverkehrt), während die weiße Fahne auf der Rückseite die Jungfrau Maria im Sternenkranz zeigte. Die Fahnen waren beidseitig an drei Rändern von einer Reihe schwarz-gelb-rot-weißer Dreiecke gesäumt. Die Fahnenstange war in den gleichen Farben spiralförmig bemalt. Zu Paraden oder sonstigen Ehrungen wurde an der Spitze der Stange ein Büschel Eichenlaub oder, so nicht vorhanden, aus Tannzweigen befestigt, der ca. 14 cm hoch sein sollte. Die Einheiten der „Gemeinsamen Armee“ waren mit der weißen Fahne ausgestattet, ausgenommen die Regimenter Nr. 2, Nr. 4, Nr. 39, Nr. 41 und Nr. 57, die die kaisergelbe Fahne führten.

Truppenfahne der „Gemeinsamen Armee“ in weiß und der k.k. Landwehr (Vorderseite)
Truppenfahne der „Gemeinsamen Armee“ in weiß (Rückseite)
Truppenfahne der „Gemeinsamen Armee“ in gelb (beide Seiten gleich)
Truppenfahne der k.k. Landwehr (Rückseite)
Truppenfahne der k.u. Landwehr (Honvéd) (Vorderseite)
Truppenfahne der k.u. Landwehr (Honvéd) (Rückseite)
Truppenfahne der kroatisch-slawonischen Landwehr (Vorderseite)
Truppenfahne der kroatisch-slawonischen Landwehr (Rückseite)

## Kostgeld
Einem Leutnant standen pro Tag sieben Mund-, vier Pferd- und dreieinhalb Brotportionen zu, wobei eine Mund- oder Pferdeportion im Winter mit 4 Gulden 30 Kreuzer und im Sommer mit 3 Gulden angesetzt war. Die Brotportion war mit einem Kreuzer veranschlagt. Den Offizieren und sonstigen Gagisten wurde das Kostgelt ausbezahlt, wovon sie dann für ihre Verpflegung aufzukommen hatten.
Bis zum Ende der kaiserlichen Armee im Jahre 1918 galt das Gebührenreglement von 1858. Hierin war die Löhnung sowie die Zuweisung (auch Zubuße genannt) an Kost, Brot, Quartier, Bekleidung und Limito-Rauchtabak festgelegt. Die Löhnung wurde bis 1913 von fünf zu fünf Tagen ausbezahlt. Die tägliche Brotportion, ein äußerst dunkles Roggenbrot mit viel Kleie, betrug ca. 840 gr. und wurde ähnlich der Löhnung alle fünf Tage aus dem Verpflegsmagazin gefasst.
Fleisch war der Hauptbestandteil der Kost, auch freitags. Im Frieden waren dies ca. 190 gr., dazu „Zuspeise“ (Kartoffeln, Nudeln, Brei). Es wurde normalerweise gekocht, manchmal gedünstet.
Das Frühstück wurde in natura verabreicht. Dafür wurde berechnet bzw. zur Verfügung gestellt: bis 1908 2,5 Heller, ab 1908 bis 1909 4,5 Heller und danach fünf Heller. Dies reichte für 5 gr. Bohnen-, Malz- oder Feigenkaffee und 10 gr. Zucker oder einen halben Liter Einbrennsuppe (aus 26 gr. Semmelmehl, 10 gr. Schmalz und 1,5 gr. Kümmel) oder einen Viertelliter Magermilch. Ein zentral organisiertes Nachtmahl wurde erst 1899 eingeführt; vorher musste jeder selbst sehen, wie er zurechtkam. Zum Essen wurde Wasser getrunken.
Nach dem Dienstreglement hatte die Menage auf die religiösen und nationalen Eigenheiten der Regimenter Rücksicht zu nehmen (so z. B. kein Schweinefleisch für die muslimischen Soldaten der bosnisch-hercegowinischen Infanterie).

## Aufbau der Landstreitkräfte

### Gemeinsame Armee
Nach dem Ausgleich von 1867 wurde die bisherige kaiserlich königliche österreichische Armee (k.k. Armee) als Gemeinsame Armee (noch unter dem Prädikat k.k.) unter die politische und organisatorische Leitung des beiden Reichshälften gemeinsamen Kriegsministeriums gestellt. Den Oberbefehl hatte der Monarch persönlich inne. Auf ausdrücklichen Wunsch Ungarns wurde im Jahre 1889 auch für die Gemeinsame Armee die Bezeichnung k.u.k. eingeführt.
Militärische Führungskräfte wurden an der k.u.k. Kriegsschule, an der Theresianischen Militärakademie, an der k.k. Franz-Joseph-Militärakademie sowie der Technischen Militärakademie ausgebildet. Reitlehrer wurden im Militär-Reitlehrer-Institut ausgebildet. Der Begriff Militär deutet an, dass hier auch Angehörige der Landwehren ausgebildet wurden. Als vorbereitende Schule für die Militärakademien existierten die Kadettenschulen. Die größte befand sich im heutigen Kommandogebäude Theodor Körner in Breitensee in Wien. Es bestanden eigene Landwehr-Kadettenanstalten.
An Medikamenten und Heilmitteln für Soldaten wurde in der Militär-Medikamenten-Direktion in Wien geforscht. Die Verpflegung des Heeres wurde aus dem Militärverpflegungsetablissement gesteuert.
Da die Armee eine Stütze des Monarchen bilden sollte, wurde auf nationale und religiöse Besonderheiten bei der Einberufung keine Rücksicht genommen, wiewohl jedoch beim Dienst die religiösen Vorschriften der verschiedenen Glaubensgemeinschaften peinlichst genau beachtet wurden. Auch waren religiöse Zwistigkeiten zwischen z. B. serbischen (orthodoxen) und bosnisch-hercegowinischen (muslimischen) Soldaten im Gegensatz zu heute unbekannt. Für die Soldaten jüdischen Glaubens gab es im Kriegsfalle eigene Feldrabbiner, für die islamischen Glaubens Feldimame.

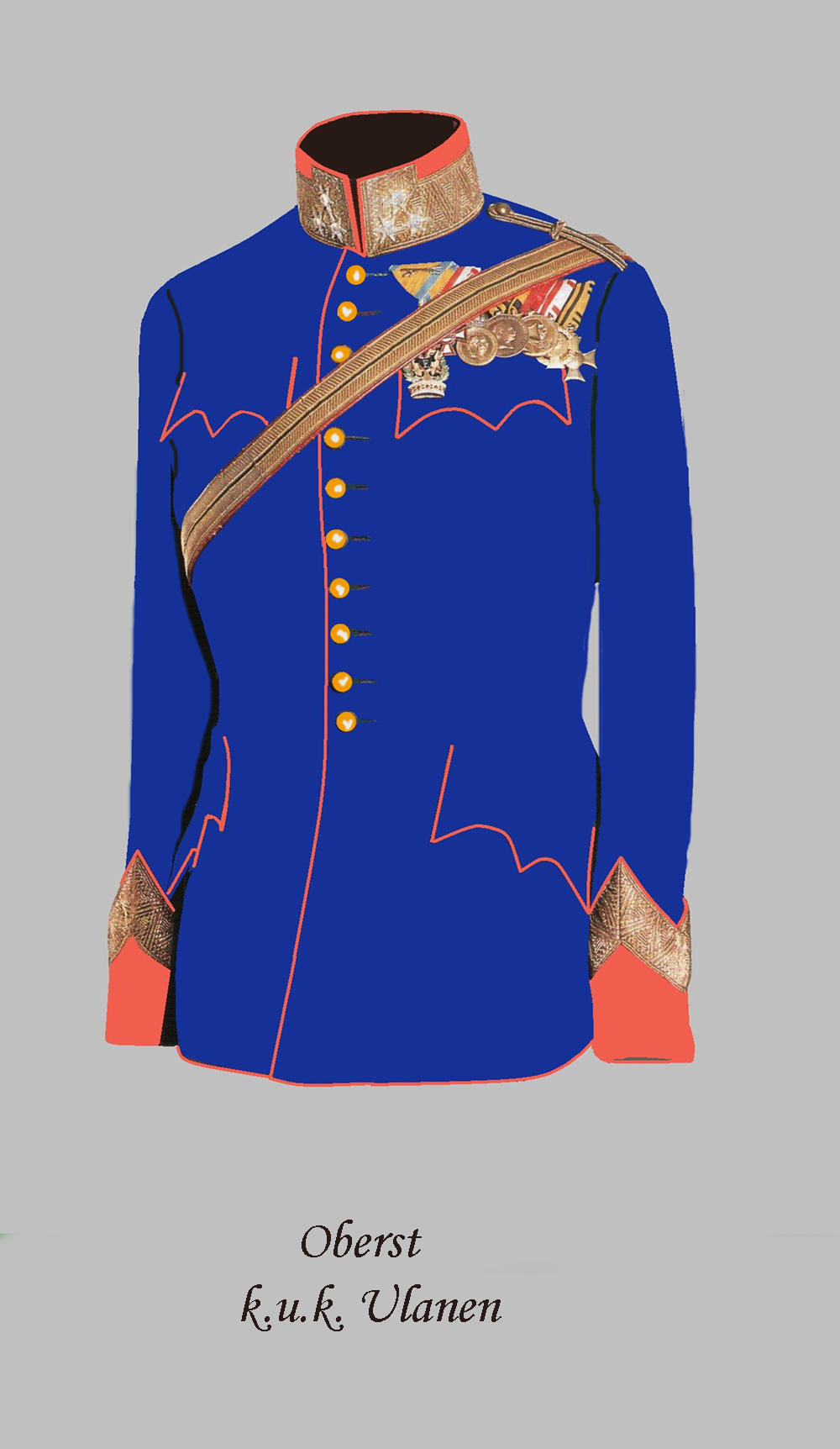
Oberst der Ulanen

Eine Besonderheit der österreichisch-ungarischen Armee waren die häufigen Wechsel der Standorte der Einheiten. Die Bataillone der einzelnen Regimenter wurden sehr häufig an andere Standorte verlegt und möglichst flächendeckend über größere Gebiete verteilt. Letzteres hing aber auch mit dem Zustand und der Größe bzw. dem Fehlen von Kasernen zusammen. Oftmals war es einfach nicht möglich, zumal in der Provinz, ein ganzes Regiment in einer einzigen Kaserne unterzubringen. Daher kam es vor, dass sogar einzelne Kompanien oder Eskadronen im Umkreis der Stabsgarnison für sich untergebracht werden mussten. Erst gegen Ende des 19. Jahrhunderts konnte diese Situation durch den vermehrten Neubau und der Sanierung von Kasernen entschärft werden. 1900 waren beispielsweise nur drei Infanterieregimenter der k.u.k. Armee komplett in einer Garnison stationiert – das Inf. Rgt. Nr. 14 in Linz, das Inf. Rgt. Nr. 30 in Lemberg und das Inf. Rgt. Nr. 41 in Czernowitz.
So konnte sich einerseits kein traditionelles Verhältnis der Regimenter zu bestimmten Orten und deren Bevölkerung bilden (wie es z. B. in der Preußischen Armee durchaus gefördert wurde – das Inf. Rgt. 115 lag seit seiner Gründung 1622 bis zu seiner Auflösung 1919 nur in Darmstadt). Andererseits dienten die verlegten Soldaten oft am anderen Ende des Reiches. Hintergrund dieser Praxis war, dass die Armee durch eine nicht mögliche Fraternisierung der Soldaten mit Teilen der Bevölkerung im Falle innerer Unruhen ein zuverlässiges Instrument der Monarchie sein sollte, um Ruhe und Ordnung aufrechtzuerhalten.
Von den Armeeangehörigen aller Ränge verlangte diese Praxis hohe Flexibilität, ermöglichte ihnen aber auch, von ihren Wohnorten oft weit entfernte Teile des Reiches kennenzulernen. Jahrzehntelang dienenden Offizieren wurde es dadurch möglich, sich mit der gesamten Doppelmonarchie zu identifizieren und nicht nur mit der Heimat ihrer eigenen Nationalität. Diese Praxis wurde jedoch in den Jahren vor dem Ersten Weltkrieg stark eingeschränkt.

### Landwehr
Die Landwehr war wesentlich anders organisiert als in Deutschland. Es handelte sich nicht um eine Miliz, sondern um eine reguläre Kampftruppe, zwar mit verminderter Truppenstärke (nur drei Bataillone pro Regiment), jedoch mit etatmäßigem Sollbestand der einzelnen Einheiten. D. h. die Regimenter waren nicht teilmobil oder gekadert. (Teile der Landwehr waren sogar besser ausgestattet als die reguläre Armee.) Die Mannschaften dienten in der Landwehr zwei Jahre aktiv und gehörten dann zehn Jahre lang zum Beurlaubtenstand (also zur aktiven Reserve) der Landwehr.

## Friedenspräsenz

### Infanterie

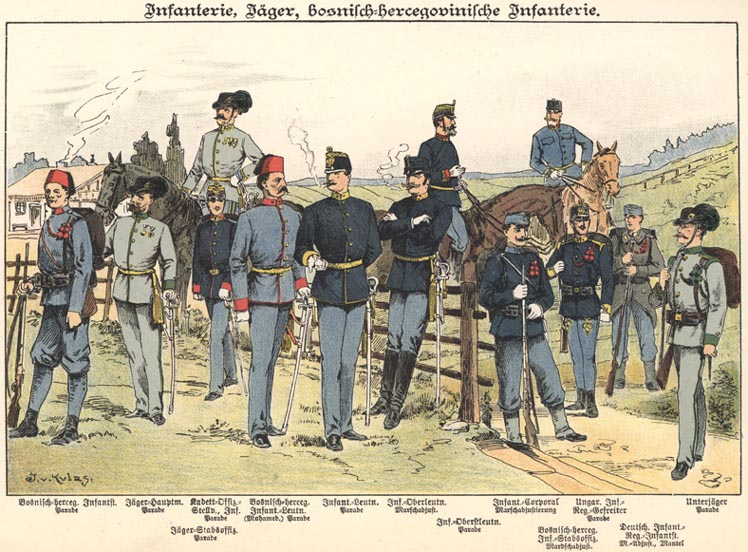
k.u.k. Infanterie

Ein Infanterie-Regiment der k.u.k. Armee wies vor Kriegsbeginn 1914 die folgende Stellenbesetzung auf:
- Stab

Ein Oberst als Regimentskommandant / vier Bataillonskommandanten / ein Stabsoffizier und zwei Hauptleute z.b.V. / ein Regimentsadjutant (subaltern) / ein Pionieroffizier (subaltern) / ein Proviantoffizier (subaltern) / vier Bataillonsadjutanten (subaltern) / fünf Regiments- bzw. Oberärzte / ein Rechnungsführer (Oberoffizier) / zwei Rechnungshilfsarbeiter im Korporalsrang / (Regimentsmusik: ein Stabsführer, ein Regimentstambour, ein Feldwebel, vier Korporale, fünf Gefreite, 30 Infanteristen, zwei Eleven) ein Bataillonstambour / vier Bataillonshornisten / ein Büchsenmacher / 21 Offiziersdiener

Gesamt: 21 Offiziere / 73 Unteroffiziere und Mannschaften
- Bei den Kompanien

16 Hauptleute / 48 Subalternoffiziere / 16 Kadetten / 16 Feldwebel / 16 Rechnungsunteroffiziere / 32 Zugsführer / 96 Korporale / 96 Gefreite / 1.120 Infanteristen / 16 Kompaniehornisten / 16 Kompanietamboure / 64 Offiziersdiener
Sollbestand demnach: 64 Offiziere und 1.488 Unteroffiziere und Mannschaften
(Das Gleiche galt für die vier Tiroler Jäger-Regimenter (Kaiserjäger), jedoch mit nur 4 Regiments-Oberärzten und bei den Kompanien statt der 16 Kompanietamboure weitere 16 Kompaniehornisten.)
- Ersatzbataillonskader

Ein Kommandant (Oberstleutnant oder Major) / zwei Ergänzungsbezirksoffiziere / ein Regiments- bzw. Oberarzt / ein Rechnungsführer (Oberoffizier) / 3 Hilfsarbeiter im Korporalsrang / 3 Rechnungshilfsarbeiter im Korporalsrang / ein Stabsführer / ein Büchsenmacher / 5 Offiziersdiener

Gesamt: 5 Offiziere, 13 Unteroffiziere und Mannschaften
Bei der Unterabteilung: ein Hauptmann / ein Subalternoffizier / 2 Rechnungsunteroffiziere / ein Korporal / 6 Infanteristen / 2 Offiziersdiener

Gesamt: 2 Offiziere, 11 Unteroffiziere und Mannschaften.
Dem Ersatzbataillonskader oblag die Überwachung der Reservisten, der Beurlaubten und der aus sonstigen Gründen abwesenden Militärpersonen.
Jedes Infanterie-Regiment hatte 2 Korporale und 16 Soldaten mit Pionierausbildung (Regimentspioniere).

### Kavallerie

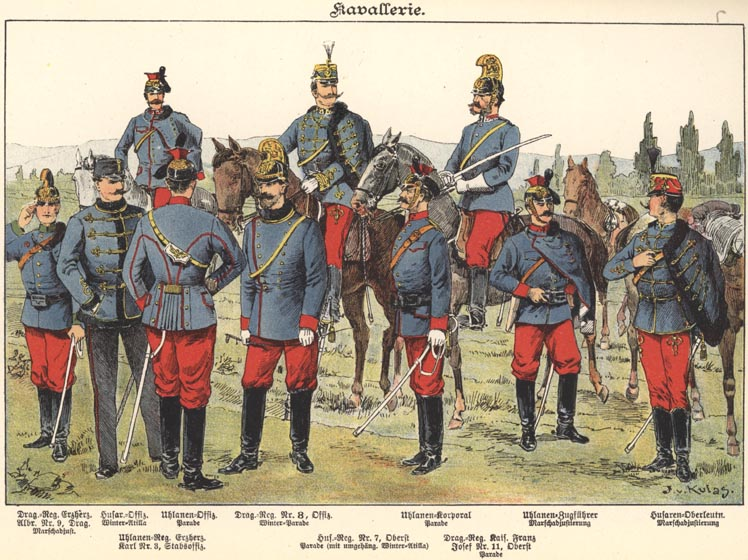
k.u.k. Kavallerie

Die Kavallerie bestand aus Ulanen, Husaren und Dragonern.

Es gab keinen Unterschied zwischen schwerer (Dragoner) und leichter (Husaren, Ulanen) Kavallerie. Die Namen basierten auf rein traditionellen Gründen.
Ein Kavallerieregiment wurde 1914 mit folgender Stellenbesetzung geführt:
- Stab

Stab samt zwei Divisionsstäben (mit Division ist ein Verband in Bataillonsstärke gemeint, die Division als solche wird mit Truppen-Division bezeichnet.)
Ein Oberst als Regimentskommandant / ein Oberstleutnant und ein Major als Divisionskommandanten / ein Oberleutnant als Regimentsadjutant / ein Oberleutnant als Pionierzugskommandant / ein Oberleutnant als Proviantoffizier / 3 Regiments- bzw. Oberärzte / ein Hauptmann- oder Oberleutnantrechnungsführer / ein tierärztlicher Beamter / 2 Wachtmeister / 2 Zugsführer als Telegraphisten / 2 Sanitätsgehilfen / 2 Rechnungshilfsarbeiter (Korporale) / ein Stabsführer / ein Regimentstrompeter / 2 Divisionstrompeter / ein Büchsenmacher / 10 Offiziersdiener

Gesamt: 11 Offiziere (incl. ein Beamter), 23 Unteroffiziere und Mannschaften
- Bei den Eskadrons

6 Rittmeister 1. Klasse / 4 Rittmeister 2. Klasse / 8 Oberleutnants / 12 Leutnants. Berittene Unteroffiziere und Mannschaften: ein Kadett / 12 Wachtmeister / 24 Zugsführer / 72 Korporale / 6 Eskadronstrompeter / 24 Patrouilleführer / 732 Dragoner (Husaren, Ulanen) Unberittene Mannschaft: 6 Rechnungsunteroffiziere / 78 Dragoner (Husaren, Ulanen) 30 Offiziersdiener / 6 Kurschmiede / 6 Eskadronsriemer

Gesamt: 30 Offiziere, 997 Unteroffizier und Mannschaften
Sollbestand demnach: 41 Offiziere, 1.020 Unteroffiziere und Mannschaften
- Ersatzkader

Ein Rittmeister 1. Klasse / ein Oberleutnant / zwei Leutnants / ein berittener Wachtmeister / ein berittener Zugsführer. Unberitten: ein Rechnungsunteroffizier / 3 Korporale / 2 Patrouilleführer / 11 Mannschaftsdienstgrade

Gesamt: 4 Offiziere, 23 Unteroffiziere und Mannschaften
Personalverluste bei Kriegshandlungen wurden durch die Marschbataillone ersetzt. Das System der Reserve Regimenter wie bei der deutschen Armee gab es nicht.

### Gliederung innerhalb der Regimenter und Bataillone
Die Kompanien waren innerhalb der Regimenter (und selbstständigen Bataillone) durchlaufend nummeriert. D.h. die 1.–4. Kompanie gehörten zum 1. Bataillon (des Regiments) die 5.–8. Kompanie gehörten zum 2. Bataillon, die 9.–12. Kompanie gehörten zum 3. Bataillon und, soweit ein viertes Bataillon vorhanden war, bestand dieses aus der 13.–16. Kompanie.

## Gliederung zu Kriegsbeginn 1914

### Sollbestand der gesamten Streitkräfte vor der Mobilmachung im Jahre 1914
etwa:
- 25.000 Offiziere (Ärzte, Tierärzte und Rechnungsführer nicht eingerechnet)
- 415.000 Unteroffiziere und Mannschaften[13]
- 87.000 Pferde (hier schwanken die Angaben)
- 1.200 aktive Feldgeschütze (Festungsgeschütze und Reservebestände nicht eingerechnet)

### Gemeinsame Armee
- 16 Korpskommandos
- 49 Infanterietruppendivisionen

→ 76 Infanteriebrigaden
→ 14 Gebirgsbrigaden
- 8 Kavallerietruppendivisionen

→ 16 Kavalleriebrigaden
- 102 Infanterieregimenter zu je vier Bataillonen
- 4 Bosnisch-Hercegovinische[14] Infanterieregimenter zu je vier Bataillonen
- 4 Tiroler Jägerregimenter zu je vier Bataillonen
- 32 Feldjägerbataillone
- 1 Bosnisch-Hercegovinisches Feldjägerbataillon
- 42 Feldkanonenregimenter
- 14 Feldhaubitzregimenter
- 11 Reitende Artilleriedivisionen[15]
- 14 schwere Haubitzdivisionen
- 11 Gebirgsartillerieregimenter
- 6 Festungsartillerieregimenter
- 10 selbst. Festungsartilleriebataillone

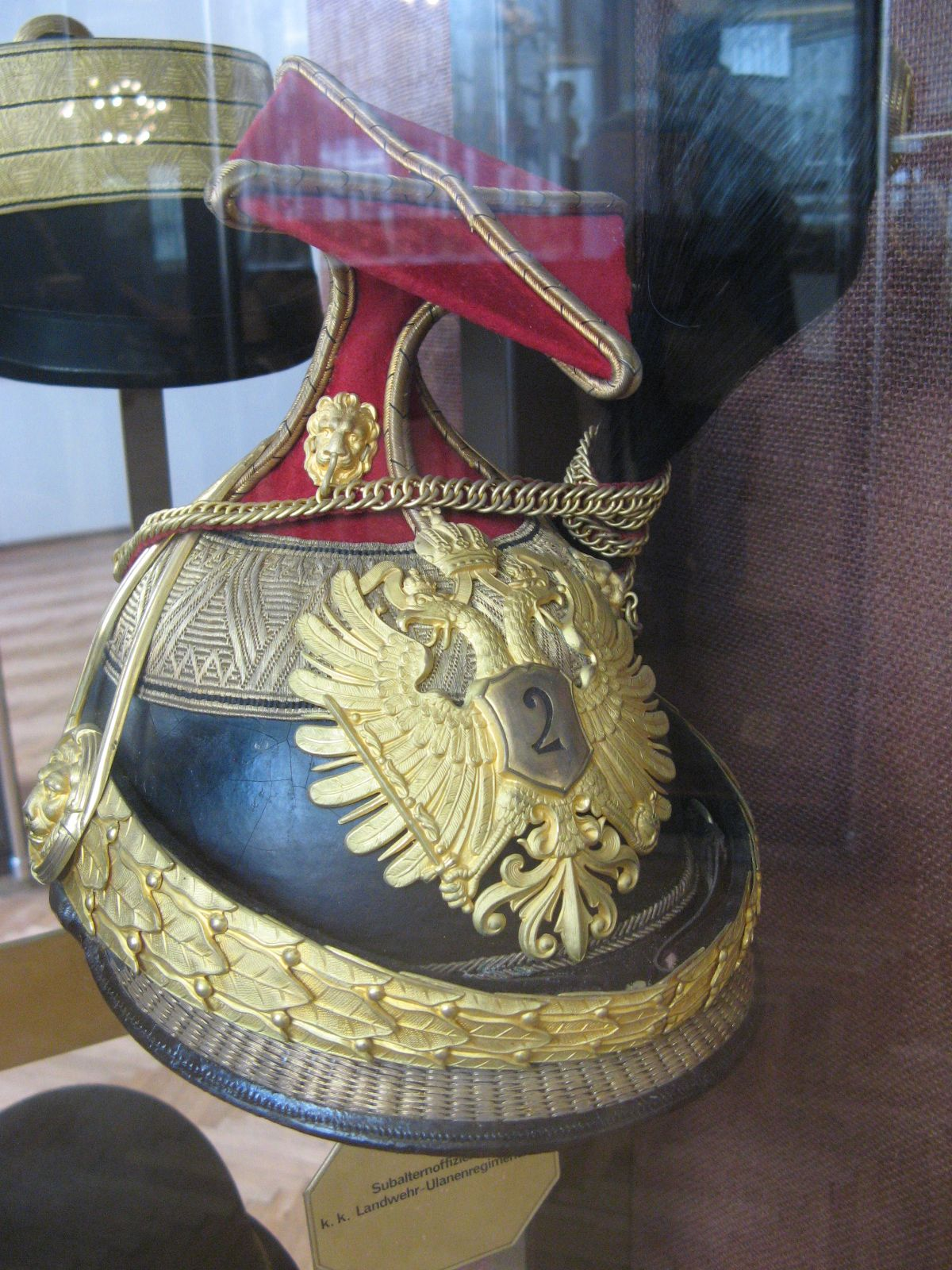
Tschapka eines Subalternoffiziers des k.k. Landwehr Ulanenregiments Nr. 2

- 15 Dragonerregimenter
- 16 Husarenregimenter
- 11 Ulanenregimenter
- 16 Traindivisionen
- 14 Sappeurbataillone
- 9 Pionierbataillone
- 1 Brückenbataillon
- 1 Eisenbahnregiment
- 1 Telegraphenregiment

### k.k. Landwehr (kaiserlich österreichisch/königlich böhmisch)
- 35 Landwehr Infanterie-Regimenter zu je drei Bataillonen
- 2 Landwehr Gebirgsinfanterie-Regimenter
- 3 Tiroler Landesschützen Regimenter[16] – 1 Reitende Tiroler Landesschützen Division (Btl.) – 1 Reitende Dalmatiner Landesschützen Division (Btl.)
- 6 Landwehr Ulanen-Regimenter
- 8 Landwehr Feldkanonen Divisionen – 8 Landwehr Feldhaubitz Divisionen

### k.u. Honvéd (königlich ungarische Landwehr)
- 6 k.u. Honvéd Landwehr Distrikte
- 2 k.u. Honvéd Infanterie Truppendivisionen
- 2 k.u. Honvéd Kavallerie Truppendivisionen
- 4 k.u. Honvéd Infanteriebrigaden – 12 Selbstständige k.u. Honvéd Infanteriebrigaden
- 4 k.u. Honvéd Kavalleriebrigaden
- 32 Honvéd Infanterie-Regimenter
- 10 Honvéd Husaren-Regimenter
- 8 Honvéd Feldkanonen Regimenter – 1 Honvéd Reitende Artillerie Abteilung

### Mobilmachung
Anders als bei der Armee des Deutschen Reiches, bei dem die Mobilmachungsstärke der Streitkräfte durch die Aufstellung von Reserveregimentern erreicht wurde, verwendete man in der österreichisch-ungarischen Armee das Aufwuchssystem, indem dafür Marschformationen (Marschbataillon) aufgestellt und der Truppe nachgeführt wurden. Die Marschformationen führten eine laufende Aufstellungsnummer in römischen Ziffern mit der nachgestellten Bezeichnung des Stammtruppenteils z. B. XIX. Marschbataillon Inf. Rgt. Nr. 91.
Die Armee wurde unter Miteinbeziehung des Rekrutenjahrganges 1914 (Geburtsjahrgang 1893) auf 3,35 Millionen Mann Mobilmachungsstand gebracht. Dazu kamen erste Marschbataillone, zusätzliche Landsturmformationen und fünf (Inf. Rgt. Nr. 103–107) Reserve-Regimenter.
Im Laufe des Krieges erhöhte sich der Präsenzstand der k.u.k. Infanterie um:
- 41 Infanterie-Truppendivisionen

auf:
- 142 Infanterie-Regimenter (Nr. 1–139 und Nr. 204–207)

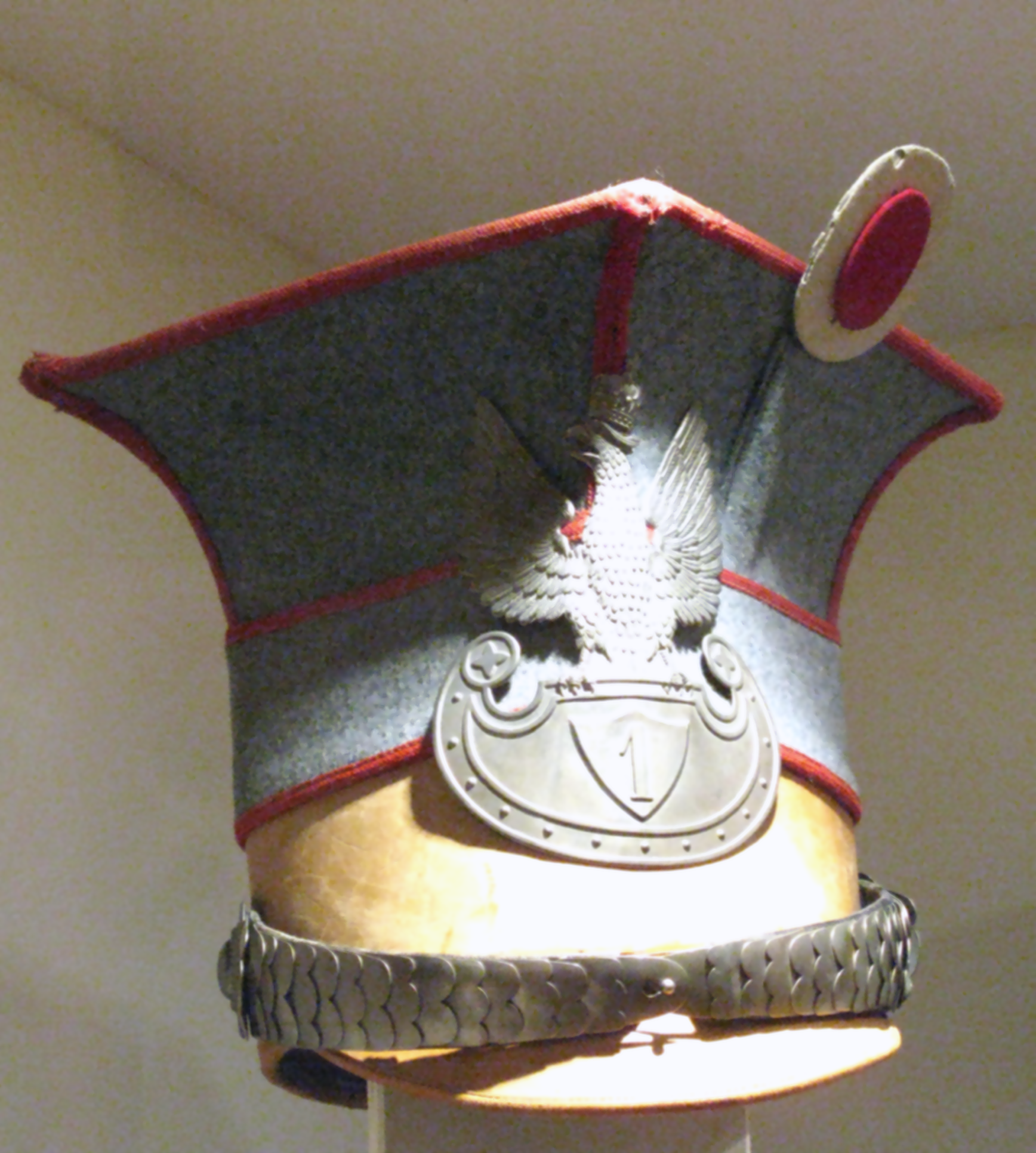
Tschako eines Ulanen der Polnischen Legion

- 9 Bosnisch-Hercegowinische Infanterie-Regimenter (Nr. 1–8 und Nr. 10)
- 4 Kaiserjäger-Regimenter
- 30 Feldjäger-Bataillone (Nr. 1–30)
- 8 Bosnisch-Herceowinische Feldjäger-Bataillone (Nr. 1–8)
- 1 Bosnisch-Hercegowinisches Grenzbataillon
- 7 Tiroler Jägerkompanien
- zuzüglich der notwendigen Formationen an Artillerie, Gebirgsartillerie, Train, Pionieren, Fliegerkompanien, Kraftwagenabteilungen, Seilbahnbaukompanien, Eisenbahnkompanien, Ballonabwehrkompanien, Hochgebirgskompanien, Bergführerkompanien, Scheinwerferkompanien, Maschinengewehrkompanien, Sanitätskompanien, Feldspitäler, Feldbäckereien, Feldschlachtereien, Feldmonturdepots, Materialsammelstellen usw.

Die beiden Landwehren wurden um 10 Infanterie-Truppendivisionen vermehrt. (Die Landwehr-Infanterieregimenter wurden 1917 in k.k. Schützenregimenter umbenannt.)
Der Landsturm wurde mit 19 k.k. und 33 k.u. Regimentern aufgestellt.
Dazu kamen:
- Polnische Legion (zwei Brigaden mit Artillerie, Kavallerie und technischen Truppen)
- Ukrainische Legion (ein Regiment)
- Albanische Legion (neun Bataillone)

Am Ende des Krieges waren insgesamt ca. 8 Millionen Mann einberufen worden oder hatten sich freiwillig gemeldet.
- 1.016.200 waren gefallen oder gestorben
- 1.943.000 wurden verwundet
- 1.691.000 gerieten in Gefangenschaft[17]

## Bewaffnung
Nach der Niederlage bei Königgrätz waren Kaiser und Armeeführung bestrebt, auf dem Gebiet der Bewaffnung, Ausrüstung und Uniformierung, wie auch hinsichtlich der Armeegliederung und Heeresaufbringung die sich aus der Niederlage ergebenden Konsequenzen zu ziehen. Es kam nun sehr schnell zu der bis dahin lange hinausgezögerten Einführung von Hinterladergewehren, da man ihrem Einsatz auf preußischer Seite eine kriegsentscheidende Wirkung zuschrieb. So wurde das bisherige Vorderladersystem Lorenz nach Vorschlag des Wiener Büchsenmachers Karl Wänzel zu Hinterladern umgestaltet. Die solcherart zu einschüssigen Hinterladern umgebauten Infanteriegewehre, Extra-Korps-Gewehre und Jägerstutzen wurden unter der Bezeichnung „Muster 1854/67“ bzw. „Muster 1862/67“ normiert und an die entsprechenden Waffengattungen ausgegeben. Das System Wänzel sollte jedoch über den Zustand einer vorläufigen Notlösung nicht hinauskommen. In der Folge stellte das von Josef Werndl entwickelte Tabernakelschloss eine ganz neue Lösung dar, es handelte sich dabei um ein geradezu bahnbrechendes Verschluss-System. Dieser Wellblockverschluss mit Lademulde für Hinterladergewehre machte in der Folge die Österreichische Waffenfabriksgesellschaft in Steyr zum damals größten Waffenproduzenten in Europa. Die auf Grund dessen normierten Handfeuerwaffen des Systems Werndl wurden mit der Musterbezeichnung „M1867“, „M1873“, „M1867/77“ und „M1873/77“ eingeführt und bildeten für mehr als zwanzig Jahre die Standardbewaffnung der österreichisch-ungarischen Landstreitkräfte.
Der nächste große Sprung in der Entwicklung der Handfeuerwaffe war der Übergang vom einschüssigen Hinterlader zum Repetiergewehr. Das von Ferdinand Mannlicher entwickelte System hatte einen Geradezug-Kolbenverschluss und ein Kastenmagazin für 5 Patronen im Mittelschaft. Dieses 1886 in der k.u.k. Armee erstmals normierte Waffensystem zählte zu diesem Zeitpunkt zu den modernsten Waffen der Welt und bildete dann als verbesserte Version M1895 bis zum Ende des Ersten Weltkrieges das Ordonanzgewehr des österreichisch-ungarischen Soldaten. Das Gewehr wurde in Österreich von der Firma Steyr Mannlicher und in Ungarn etwa 3 Millionen Mal hergestellt.
Neben Schusswaffen waren in der Zeit von 1861 bis zum Ende der Habsburgermonarchie eine Reihe von Blankwaffen normiert. Es waren dies die Kavallerie-Offiziers- und Mannschaftssäbel M1861, M1869 und M1904, der Kavalleriesäbel leichter Art M1877, die Infanterie-Offiziers- und Mannschaftssäbel M1862 sowie die Säbel für Offiziere und Mannschaften der k.k. Landwehrgebirgstruppen, wobei diese Säbel zwischen den Weltkriegen auch von der Wiener Polizei verwendet wurden. Weiters war der Pioniersäbel M1853 normiert, der jedoch mit seiner breiten, schweren Klinge mehr die Funktion eines Hauwerkzeuges als die einer Waffe hatte. Sämtliche der genannten Blankwaffen sind im Wiener Heeresgeschichtlichen Museum ausgestellt.
Bei der Entwicklung der Faustfeuerwaffen sind zwei Stadien zu unterscheiden. An Stelle der früheren einschüssigen Vorderladerpistole wurde ab 1870 der Revolver eingeführt. Es handelte sich dabei um die beiden großkalibrigen von Leopold Gasser entwickelten 11mm Armeerevolver M1870 und das vier Jahre später verbesserte Modell M1870/74. Weiters kamen noch der 9mm Infanterie-Offiziersrevolver System Gasser/Kopratschek (1872) und der 8mm Revolver Rast & Gasser M1898 hinzu. In weiterer Folge wurde zur mehrschüssigen Repetierpistole übergegangen, und zwar zur 8mm Repetierpistole Roth-Steyr M1907 und zur 9mm Steyr M1912. Bei beiden Pistolen handelt es sich um starr verriegelte Rückstoßlader für Streifenladung mit einem Magazin für 10 bzw. 8 Patronen im Griff.
Ab dem Ende des 19. Jahrhunderts wurde in mehreren Staaten an der Entwicklung des Maschinengewehres gearbeitet. In Österreich-Ungarn entwickelte um 1890 Erzherzog Karl Salvator gemeinsam mit Major Georg Ritter von Dormus so genannte Mitrailleusen. Diese ersten Modelle sind im Heeresgeschichtlichen Museum in Wien ausgestellt. Die technisch hoch ambitionierten Entwicklungen erwiesen sich jedoch als nicht feldtauglich, so wurde schließlich 1907 das von Andreas Schwarzlose entwickelte Maschinengewehr unter der Musterbezeichnungen M1907 bzw. M1907/12 eingeführt. Sowohl die zuvor beschriebenen Repetierpistolen als auch das Maschinengewehr Schwarzlose wurden nach Auflösung der k.u.k. Armee 1918 vom österreichischen Bundesheer bis 1938 verwendet.

## Orden und Auszeichnungen

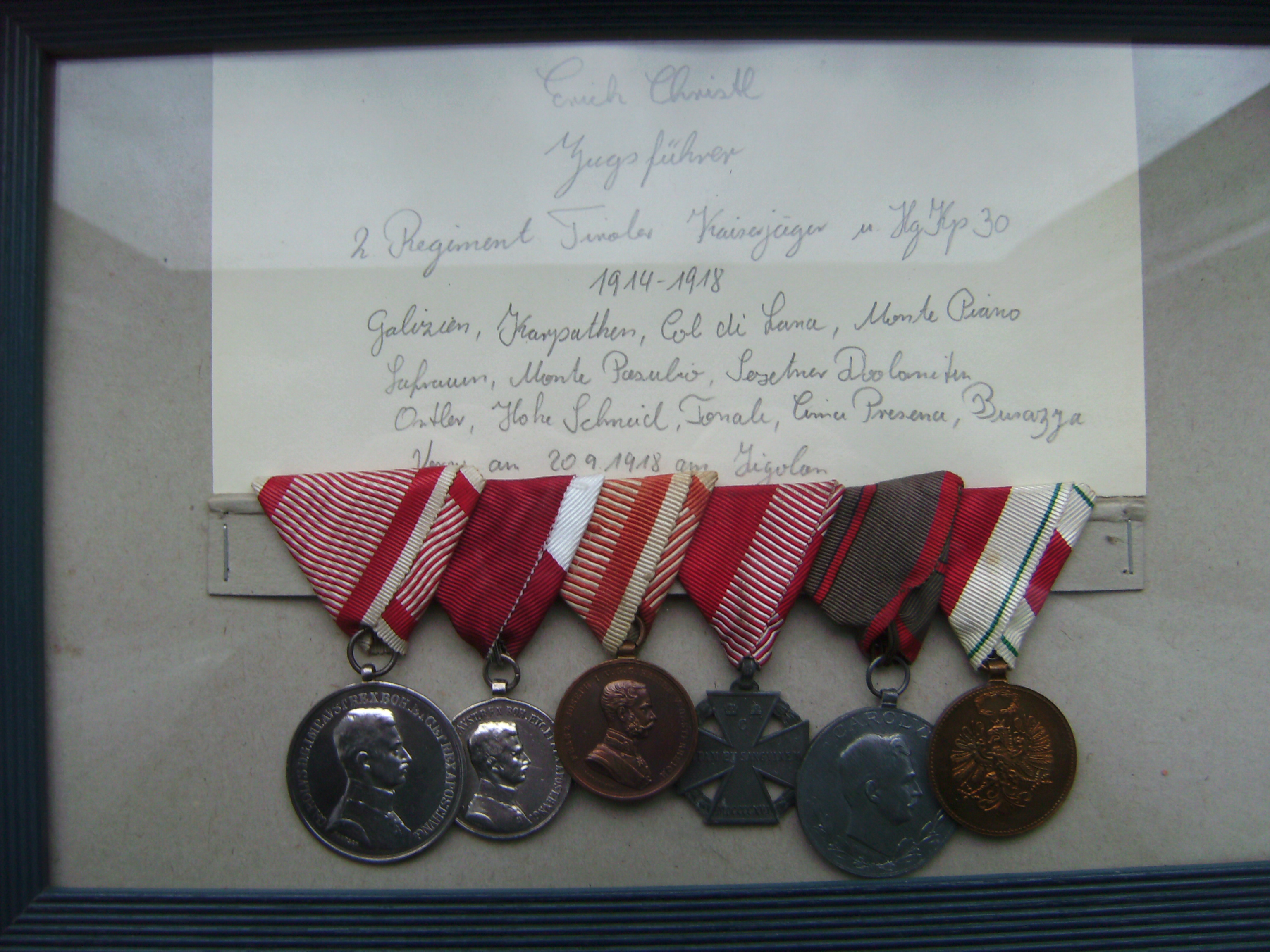
Auszeichnungen eines Kaiserjägers

Auf dem Bild sind die Auszeichnungen eines Zugsführers (etwa Stabsunteroffizier) des 2. Regiments der Tiroler Kaiserjäger (später Hochgebirgskompanie Nr. 30) zu sehen. Seine Einsatzorte waren:
- Galizien
- Karpathen
- Col di Lana
- Monte Piano
- bei Lafraun (Lavarone)
- Monte Pasubio
- Sextner Dolomiten
- Ortler
- Hohe Schneid
- Tonalepass (Adamello – Presanella Massiv)
- Cima Presena (Adamello – Presanella Massiv)
- Busazza (Adamello – Presanella Massiv)

Für seinen Einsatz wurden ihm folgende Auszeichnungen verliehen:
- die große silberne Tapferkeitsmedaille (Kaiser Karl I. / verliehen nach Jänner 1917)
- die kleine silberne Tapferkeitsmedaille (Kaiser Karl / verliehen nach Jänner 1917)
- die bronzene Tapferkeitsmedaille (Kaiser Franz-Josef / verliehen vor Jänner 1917)
- das Karl-Truppenkreuz (für mindestens 12 Wochen Fronteinsatz und Teilnahme an mindestens einer Schlacht)
- die Verwundetenmedaille (Blessierten-Medaille) für einmalige Verwundung (nach Jänner 1917)
- die Erinnerungsmedaille des Landes Tirol für seine Verteidiger (1928 ausgegeben)

## Dienstgradabzeichen und Dienstränge

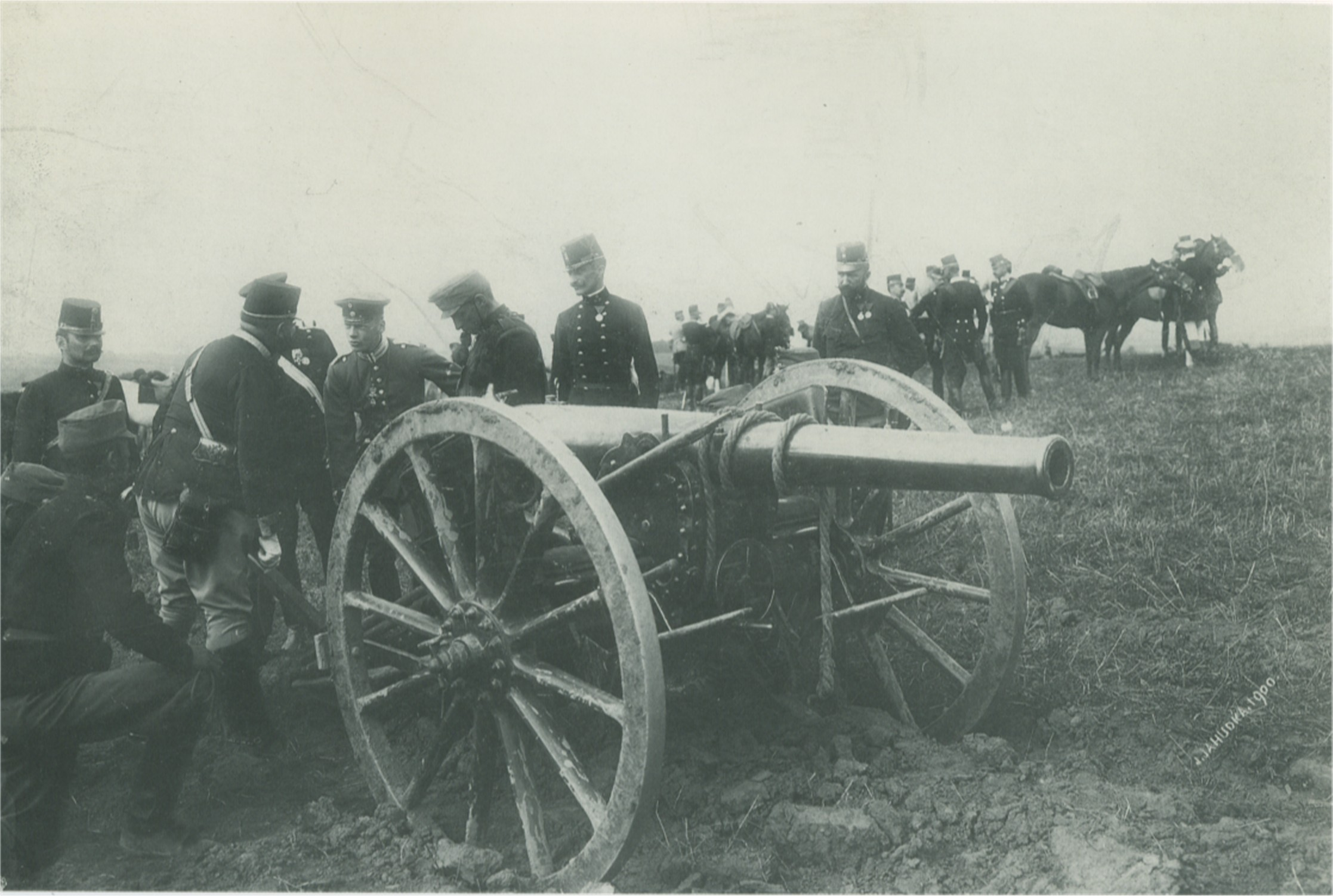
Feldartillerie um 1900

## Wehrpflicht
Seit 1866 bestand die allgemeine Wehrpflicht. Sie umfasste den Dienst im Heer, der Kriegsmarine, der Landwehr und dem Landsturm.
Die Dauer der Dienstpflicht im stehenden Heer betrug 12 Jahre und zwar:
3 Jahre in der Linie (aktiv)
7 Jahre in der Reserve
2 Jahre in der Landwehr
Ein Teil der wehrfähigen Mannschaften wurde der Ersatzreserve zugewiesen. Diese übten einmalig nur mehrere Wochen und verblieben zehn Jahre in der Ersatzreserve der Landwehr.
Einjährig-freiwilliger Dienst war sowohl im Heer (resp. der Kriegsmarine) als auch in der Landwehr gestattet.
Die allgemeine Dienstpflicht begann mit dem 21. Lebensjahr. Landsturmpflichtig waren alle Personen vom 19. bis zum 42. Lebensjahr, sofern sie nicht dem Heer, der Landwehr und der Ersatzreserve angehörten.

## Branchen/Waffengattungen

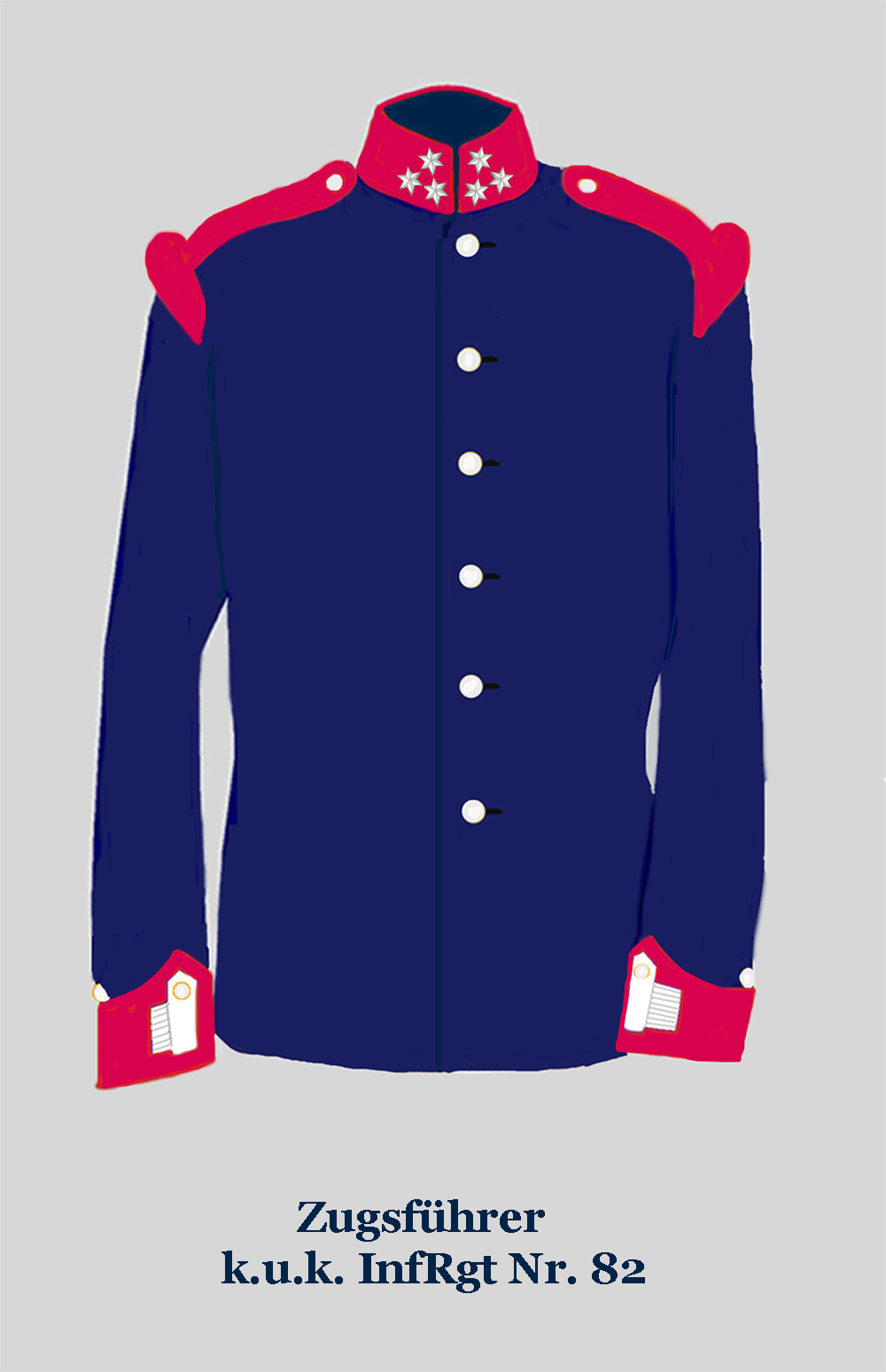
Zugsführer im (ungarischen) Inf. Rgt. Nr. 82

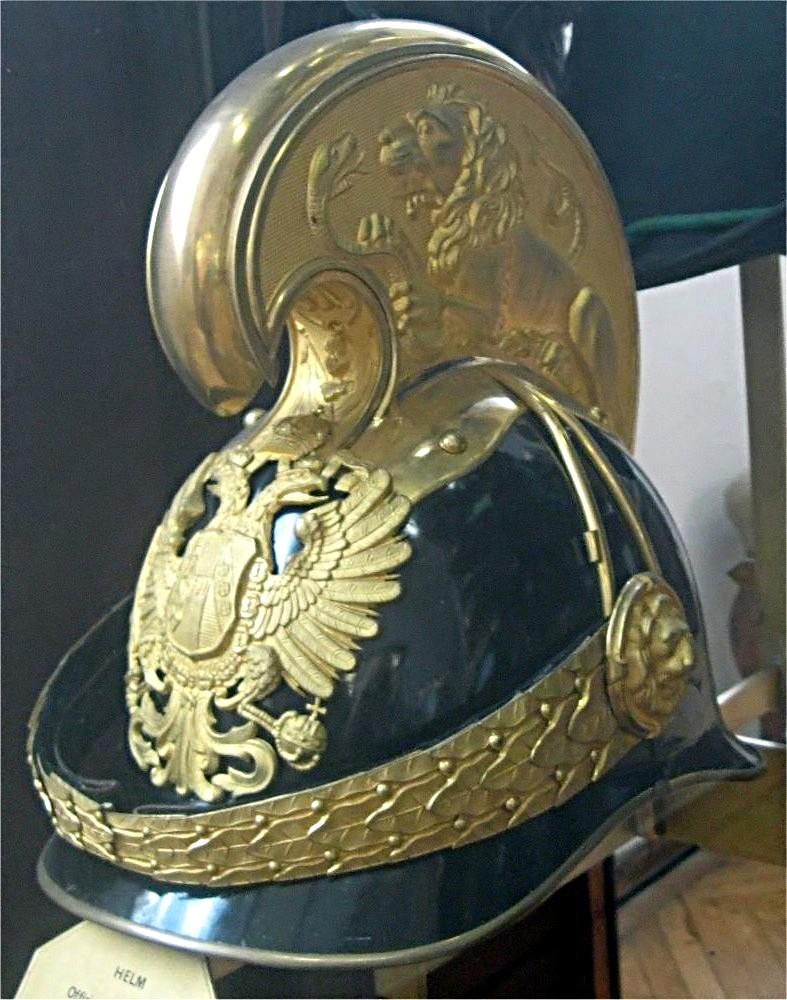
Helm eines Offiziers der k.u.k. Dragoner

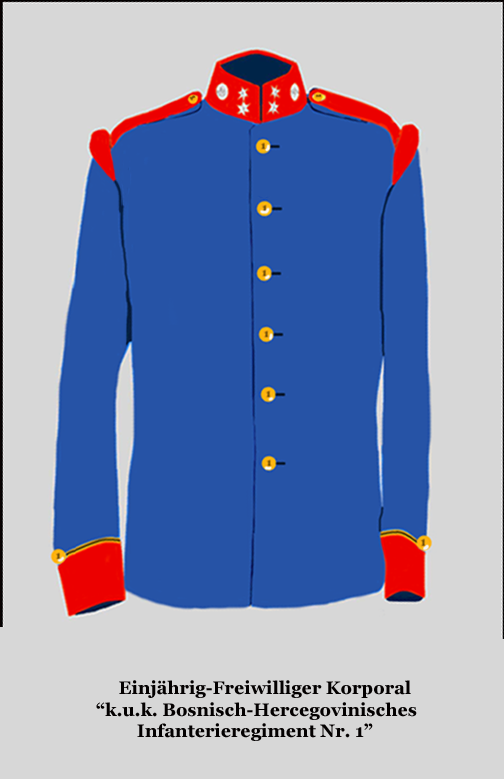
Einjährig freiwilliger Korporal im Bosnisch-Hercegowinischen Inf. Rgt. Nr. 1

Insgesamt bestanden in den Landstreitkräften die folgenden Branchen:
- Infanterie

Deutsche Infanterie – Ungarische Infanterie – Bosnisch-Hercegowinische Infanterie – Jägertruppe – k.k. Landwehr Infanterie – k.u. Landwehr Infanterie – Armeeschiessschule
- Kavallerie

Dragoner – Husaren – Ulanen – Landwehr-Ulanen – Landwehr-Husaren – k.k. Gestütsbranche – k.u. Gestütsbranche
- Artillerie

Feldartillerie – Festungsartillerie – Technische Artillerie – k.k. Landwehr Artillerie – k.u. Landwehr Artillerie – k.u.k. Artillerie-Schießschule
- Technische Truppe

Pioniere – Sappeure – Eisenbahnregiment – Telegraphenregiment – Train- und Pionierzeugswesen
- Militärbaudienst
- Sanitätswesen

Ärztliches Offizierskorps – Sanitätstruppe – Militärmedikamentenwesen – Tierärztlicher Dienst
- Ökonomische Verwaltung

Militärverpflegungsbranche – Monturverwaltungsbrache – Militärkassen – Truppenrechnungsdienst – Intendanzen
- Train
- Militärbildungs- und Erziehungsanstalten

Offizierswaiseninstitut – Militärunterrealschulen – Militäroberrealschule – Militärakademien – Kadettenschulen
- Militärgeographisches Institut
- Armeestand
- Militärseelsorge

Katholische Militärgeistliche – Griechisch-orientalische (orthodoxe) Militärgeistliche – Evangelische Militärprediger – Feldrabbiner – Feldimame
- Militärinvalidenversorgungsstand
- Generalität
- Adjutanten
- Stäbe

Generalstab – Artilleriestab – Geniestab
- Leibgarden-Offiziersgarden

k.u. Leibgarde – Erste Arciéren Leibgarde
- Leibgarden-Mannschaftsgarden

k.u.k. Trabantenleibgarde – k.u.k. Leibgardereitereskadron – k.u.k. Leibgardeinfanteriekompanie
- Militärjustizwesen
- Polizeiwachkorps
- Technisches Militärkomitee

## Änderung in der Uniformierung
In den Jahren 1906–1908 wurde in verschiedenen Branchen die Uniformierung geändert; so z. B. bei den Landesschützen, der Sanitätstruppe und bei Teilen der Militärbeamtenschaft.

## Armbinden zur Felduniform
Die in der Feldgendarmerie als Militärpolizisten eingesetzten Soldaten trugen zur Kenntlichmachung eine schwarz-gelbe Binde auf dem linken Oberarm. Sie war meistens Gelb mit einem schwarzen Mittelstreifen, es erscheinen aber auch Binden in der umgekehrten Farbgebung. Sie wurden mit unterschiedlichen Beschriftungen ausgegeben:
- FELD-GENDARM
- FELDGENDARM
- GENDARM
- K.u.K.[19] Gendarmerie-Streifkorps
- Streifkorps

Alle Inschriften waren in Druckbuchstaben ausgeführt.
Weiterhin wurden Armbinden getragen:
- von der Sanität, den Blessierten- und Krankenträgern (teilweise auch von Feldgeistlichen)

eine Armbinde aus weißem Tuch mit einem aufgenähten, scharlachroten Balkenkreuz für die Angehörigen der Gesellschaft vom Roten Kreuz,
eine weiß-roten Armbinde mit einem roten Balkenkreuz im weißen und einem weißen Malteserkreuz im roten Teil für die Angehörigen des Malteser Ritterordens,
eine Armbinde aus weißem Tuch mit einem aufgenähten, scharlachroten Tatzenkreuz mit geraden Flanken für die Angehörigen des Deutschen Ritterordens
- von den Stabswagenmeistern im Unteroffiziersrang eine gelbe Armbinde mit darauf befestigtem metallenen Doppeladler
- von den Angehörigen der Eisenbahnbetriebsformationen eine gelbe Armbinde mit dem metallenen Emblem der Eisenbahntruppe. Eine Variante teilte das Band am Emblem, wobei der linke Teil schwarz-gelb, der rechte Teil rot-weiß-grün gestreift war.
- von den Angehörigen der Bahnhofskommandanturen eine schwarz-gelbe Armbinde mit der Aufschrift „Bahnhofskommando“ in Druckbuchstaben auf dem gelben (unteren Teil)
- von den Angehörigen der Feldtransportleitung eine schwarze Armbinde mit einer goldfarbenen Bordüre am oberen und unteren Rand, dazu im schwarzen Teil die goldfarbene Inschrift „Feldtransportleitung“ in Schreibschrift.
- von den Angehörigen der Kunstgruppe im Kriegspressequartier[20] eine gelbe Armbinde mit schwarzem Mittelstreifen und dem Aufdruck „KUNST“ in weißen Druckbuchstaben.
- von Reportern und ihren Dienern eine gelbe Armbinde mit schwarzem Mittelstreifen und dem Aufdruck „Presse“ in weißen Druckbuchstaben.
- von den Angehörigen der Stabstruppen Armbinden deren linker Teil schwarz-gelb, der rechte Teil dagegen rot-weiß-grün gestreift war. Hier erscheint auch gelegentlich in schwarzen Buchstaben der Stammtruppenteil des betreffenden Soldaten (z. B. 4. J.B.) im Zentrum.[21]

## Museale Rezeption
Das Wesen und die Geschichte der österreichisch-ungarischen Landstreitkräfte ist im Wiener Heeresgeschichtlichen Museum u. a. anhand von Bewaffnung, Adjustierung, Orden, Fahnen etc. im Detail dokumentiert. Besonders beachtenswert sind hierbei die die 34 von Oskar Brüch gemalten Uniformdarstellungen der k.u.k. Armee, die für die Budapester Millenniumsausstellung 1896 angefertigt wurden.